# Podlesie (powiat gorzowski)
Podlesie (do 1945 r. niem. Staffelder Kossäthenfeld) – wieś w Polsce, położona w województwie lubuskim, w powiecie gorzowskim, w gminie Lubiszyn. Według danych z 2011 r. liczyła 78 mieszkańców. W XIX w. była to kolonia wsi Staw. Od 1945 r. leży w granicach Polski.
W latach 1975–1998 miejscowość administracyjnie należała do województwa gorzowskiego.

## Położenie
Zgodnie z podziałem fizycznogeograficznym Polski według Kondrackiego teren, na którym położone jest Podlesie należy do prowincji Niziny Środkowoeuropejskiej, podprowincji Pojezierza Południowobałtyckiego, makroregionu Pradolina Toruńsko-Eberswaldzka oraz w końcowej klasyfikacji do mezoregionu Równina Gorzowska.
Miejscowość leży 9 km na południowy wschód od Myśliborza.

## Demografia
Ludność w ostatnich 3 stuleciach:

## Historia
- 1 połowa XIX w. – powstaje osada Kossaethen w wyniku podziału gruntów zagrodniczych
- 1871 – Podlesie (Staffelder Kossäthenfeld) wymieniane jest jako kolonia wsi Staw (Staffelde)[4]

## Nazwa
Kossaethen 1833; Staffelder Kossäthenfeld 1893, 1944; Podlesie 1949
Niemiecka nazwa Staffelder Kossäthenfeld pochodzi od Kossäthen 'zagrodnicy', feld 'pole' oraz nazwy pobliskiej wsi Staffelde 'Staw'. Nazwa Podlesie została nadana w 1949 r..

## Administracja
Miejscowość należy do sołectwa Smoliny-Podlesie.

## Edukacja i nauka
Uczniowie uczęszczają do szkoły podstawowej w Stawie oraz do gimnazjum w Ściechowie.

## Gospodarka
W 2014 r. liczba zarejestrowanych podmiotów gospodarczych wynosiła 3 (3 osoby prowadzące działalność gospodarczą):
| Dział                                      | Ilość |
| ------------------------------------------ | ----- |
| rolnictwo, leśnictwo, łowiectwo i rybactwo | 0     |
| przemysł i budownictwo                     | 1     |
| pozostała działalność                      | 2     |